# Evinha
Eva Corrêa José Maria, mais conhecida como Evinha (Rio de Janeiro, 17 de setembro de 1951), é uma cantora brasileira. Evinha é irmã de Ronaldo, Roberto e Renato, integrantes do grupo Golden Boys, e de Mario, Regina e Marizinha, integrantes do Trio Esperança.

## Carreira
De 1961 a 1967 foi integrante do Trio Esperança. Em 1968, deixou o grupo e gravou Cantiga por Luciana, que seria campeã do 4º Festival Internacional da Canção. Iniciou sua carreira artística em 1961, como integrante do Trio Esperança, ao lado dos irmãos Mário e Regina. Com o grupo, lançou os LPs Nós Somos o Sucesso (1963), Três Vezes Sucesso! (1964), A Festa do Bolinha (1966), A Festa do Trio Esperança (1967) e O Fabuloso Trio Esperança (1968).                                                                                  
Em 1968, desligou-se do grupo para começar sua carreira solo. Em 1969, aos 17 anos, participou do IV Festival Internacional da Canção, classificando "Cantiga por Luciana" (Edmundo Souto e Paulinho Tapajós) em 1º lugar nas fases nacional e internacional do evento. Nesse mesmo ano, gravou seu primeiro disco solo, Eva 2001. 
Na década de 1970, lançou os LPs Eva (1970), Evinha (1973) e Eva (1974). Destacou-se com as gravações de "Teletema" (Antônio Adolfo e Tibério Gaspar), "Que Bandeira" (Marcos e Paulo Sérgio Valle), "Como Vai Você" (Antônio Marcos) e "As Canções que Você Fez pra Mim" (Roberto e Erasmo Carlos), entre outros sucessos. Atuou em gravações de diversos artistas.
Em 1977, participou de um disco de Paul Mauriat, cantando músicas brasileiras. Em seguida, seguiu em turnê pelo Japão e pela China, como crooner da orquestra do maestro. Casou-se com Gerard Gambus, pianista da orquestra, fixando residência em Paris (França). Na década de 1990, voltou a se apresentar no exterior com as irmãs Marisa e Regina, em nova formação do Trio Esperança, com o qual gravou os discos A Capela do Brasil, Segundo e Nosso Mundo.
Em 1999, lançou o CD Reencontro, regravando antigos sucessos como "Cantiga por Luciana" (Edmundo Souto e Paulinho Tapajós), "Teletema" (Antônio Adolfo e Tibério Gaspar) e "Casaco Marrom" (Danilo Caymmi, Gutemberg Guarabyra e Renato Corrêa), entre outros. Ainda nesse ano, esteve no Brasil, apresentando-se no Teatro Rival (RJ), depois de 20 anos de ausência dos palcos brasileiros. Em 2005, apresentou-se no Bar do Tom (RJ), ao lado dos Golden Boys, com o show A Festa da Jovem Guarda Continua.
Em 2016, lança o CD "Evinha - Uma Voz, Um Piano", cujo repertório apresenta músicas inéditas de Ivan Lins, Abel Silva, Dalto, Fernando Brant(última composição antes de sua morte) e do próprio marido Gérard Gambus e, também, uma volta aos velhos tempos da cantora com seus maiores sucessos: "Casaco Marrom" (Renato Corrêa, Danilo Caymmi e Guttemberg Guarabyra), "Cantiga por Luciana" (Paulinho Tapajós, Edmundo Souto) e "Teletema"(Antonio Adolfo e Tibério Gaspar)
Em 2019, ano em que completa 50 anos de carreira solo, lança, junto com Gérard Gambus, um CD com regravações da discografia de Guilherme Arantes, com o título "Evinha Canta Guilherme Arantes", que evidencia a doçura e a força do pop de Guilherme Arantes, trazendo músicas como: "Êxtase"(1979), "Brincar de Viver"(Guilherme Arantes e Jon Lucien, 1983), "Muito Diferente"(1989), "Um Dia, Um Adeus"(1987), "Amanhã"(1977), entre outras.

## Discografia
Carreira Solo
- Eva 2001 (1969) - EMI-Odeon - Fortmatos: Long-Play e Tape.
- Eva (1970) - EMI-Odeon - Fortmatos: Long-Play e Tape.
- Cartão Postal (1971) - EMI-Odeon - Fortmatos: Long-Play e Tape.
- Evinha (1973) - EMI-Odeon - Fortmatos: Long-Play e Tape.
- Eva (1974) - EMI-Odeon - Fortmatos: Long-Play e Tape.
- Reencontro (1999) Polygram/ Polydor - Fortmatos: Compact Disc e Long-Play.
- Uma Voz, um Piano(2016)  Des Arts - Fortmatos: Compact Disc
- Evinha Canta Guilherme Arantes(2019) Kuarup (gravadora) - Fortmatos: Compact Disc

Como integrante do Trio Esperança:
- Nós Somos o Sucesso (1963) - EMI-Odeon - Fortmatos: Long-Play e Tape.
- Três Vezes Sucesso (1964) - EMI-Odeon - Fortmatos: Long-Play e Tape.
- A Festa do Bolinha (1966) - EMI-Odeon - Fortmatos: Long-Play e Tape.
- A Festa do Trio Esperança (1967) - EMI-Odeon - Fortmatos: Long-Play e Tape.
- O Fabuloso Trio Esperança (1968) - EMI-Odeon - Fortmatos: Long-Play e Tape.
- A Capela do Brasil (1992) - Polygram/ Polydor - Fortmatos: Long-Play, Tape e Compact Disc.
- Segundo (1995) - Polygram/ Polydor - Fortmatos: Long-Play, Tape e Compact Disc.
- Nosso Mundo (1999) - Universal Music/ Polydor - Fortmatos: Compact Disc e Long-Play.